# Rudolph Hering (Umwelttechniker)
Rudolph Hering (* 28. Februar 1847 in Philadelphia, Pennsylvania; † 30. Mai 1923) war ein US-amerikanischer Ingenieur. Er gilt als Begründer der modernen Umwelttechnik und entwickelte unter anderem die Wasserversorgungs- und Kanalisationsanlagen mehrerer US-amerikanischer Städte.

## Leben

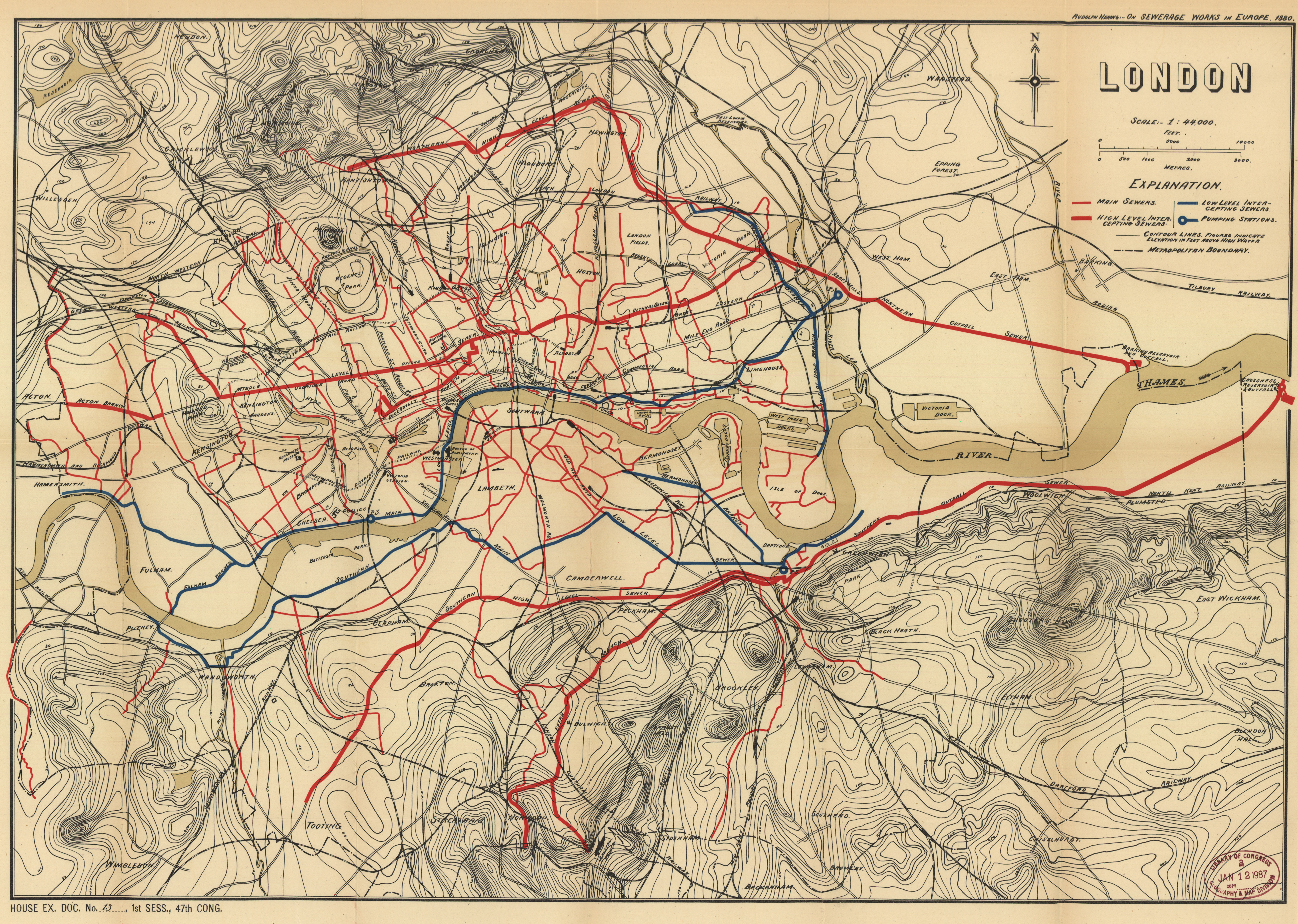
Herings Karte des Kanalsystems von London, 1880

Flüsse und Kanäle in der Region Chicago

Rudolph Herings Vater war der Mediziner Constantin Hering, sein Großvater der Komponist Carl Gottlieb Hering. Rudolph wurde dreizehnjährig nach Dresden geschickt, um dort zur Schule zu gehen und am Polytechnikum zu studieren, wo er der Verbindung Polyhymnia beitrat, die sich 1927 in Corps Altsachsen umbenannte.
In die USA heimgekehrt, arbeitete er zunächst wissenschaftlich im Prospect Park in Brooklyn und im Fairmount Park in Philadelphia. Im Jahr 1872 wurde er beauftragt, den Yellowstone-Nationalpark zu vermessen. Im Jahr 1888 folgte die Ernennung zum Consulting Engineer for the public works of New York. Im Jahr 1897 wurde er Direktor der American Society of Civil Engineers und 1913 Präsident der American Public Health Association der USA. Er zeichnete für die Wasserversorgungs- und Kanalisationsanlagen für die Städte New York, Chicago, Washington, Philadelphia und San Francisco verantwortlich.
Im Falle Chicagos lag das Problem darin, dass die Abwässer, die über den Chicago River in den Michigansee geleitet wurden, die am Ufer des Sees gelegene Stadt schwer belasteten und immer wieder zu Epidemien führten. Die Wasserscheide zwischen dem Einzugsgebiet der Großen Seen und dem Mississippieinzugsgebiet lag jedoch nur zirka 20 km von Chicago, mit einer relativen Höhe von wenigen Metern. Auf Herings Vorschlag wurde zwischen 1887 und 1900 ein knapp fünfzig Kilometer langer Kanal errichtet, um den Chicago River neu zu betten und die Wasserscheide zu überwinden. Dadurch entstand nicht nur eine Schifffahrtsverbindung Richtung Mississippi (der Illinois Waterway), es wurde auch der Flusslauf umgekehrt, sodass die Abwässer der Stadt ab diesem Zeitpunkt nicht mehr in den See gelangten.
Von 1901 bis 1911 betrieb er mit George Warren Fuller das Büro Hering & Fuller.

## Öffentliche Debatten
Als Wissenschaftler brachte sich Hering auch in Form von Leserbriefen in öffentliche Diskussionen ein. So kritisierte er im Dezember 1906 einen Artikel in der New York Times über den Vorbildcharakter Berlins in Sachen Abwasserwirtschaft. Der mit deutschen Verhältnissen gut bekannte Journalist Poultney Bigelow hatte einen Leserbrief mit dem Titel „Der Hudson River als Abwasserkanal. Das Beispiel Berlin lässt New York arm dastehen“ veröffentlicht, der davon schwärmt, man könne das Wasser der Spree in Berlin problemlos trinken, und die Bauern im Umland würden den Klärschlamm optimal zur Düngung nutzen, wodurch die Stadt signifikante Einnahmen erziele. Rudolph Hering hielt dagegen, dass in New York City mit seiner hohen Bevölkerungsdichte vergleichsweise wenig Platz für Schlammklärung sei und die Spree, die er gut kenne, gegen die mächtigen Flüsse mit ihren Gezeiten rund um Manhattan ein Bach sei. Außerdem rechneten sich die Einnahmen durch den Verkauf von Düngemitteln in Berlin nicht, weil allein der Bau und Betrieb der Pumpen hohe Kosten verursache. Hering schließt seine Kritik mit dem Satz:
Der geschätzte Herr Bigelow möge nicht Fantasie und Fiktion mit Fakten vermischen.

Im Oktober 1912 griff er in derselben Zeitung einen Artikel über eine Sterblichkeitsstatistik an. Die Zeitung hatte gemeldet, dass die Sterblichkeit von Amerikanern über 40 „alarmierend“ zugenommen habe. Hering verwies in dem am 21. Oktober abgedruckten Brief auf Grundlagen der Statistik:
Alle Menschen müssen sterben, also ist die Sterbewahrscheinlichkeit für jeden 100 Prozent. Wenn wir die Sterblichkeit bei jungen Leuten senken, muss sie entsprechend in höherem Alter ansteigen. [...] Moderne Hygiene hat die Sterberate der Jüngeren gesenkt, also stieg entsprechend die Sterberate der Alten an. Dieser Umstand ist nicht „alarmierend“, sondern beschreibt die Erfolge, nach denen jeder Hygieniker gestrebt hat. 

## Ehrungen
- 1914 wurde Hering in die American Academy of Arts and Sciences gewählt.
- Seit 1924 verleiht die American Society of Civil Engineers die goldene „Rudolph-Hering-Medal“ für herausragende Ingenieurleistungen in der Umwelttechnik.
- 1930 wurde ihm zu Ehren ein See im Yellowstone-Nationalpark vom United States Board on Geographic Names in Hering Lake benannt.
- 1979 wurde Hering in die „Hall of Fame“ der American Water Works Association aufgenommen.